# Make That Cake
Make That Cake è un singolo del rapper statunitense LunchMoney Lewis, pubblicato il 6 settembre 2019.
Il brano vede la collaborazione della rapper Doja Cat.